# Spagna ai Giochi olimpici
La Spagna ha partecipato ai Giochi olimpici estivi per la prima volta nel 1900, e in tutte le edizioni a partire dal 1920 con l'eccezione di Berlino 1936 (a causa della guerra civile); ha partecipato inoltre a tutti i Giochi olimpici invernali a partire dal 1936. I suoi atleti hanno vinto in totale 172 medaglie, di cui 5 nelle edizioni invernali.
La Spagna ha ospitato i Giochi una volta, nel 1992 a Barcellona, e a partire da tale edizione il paese ha migliorato notevolmente i suoi risultati.
Il Comitato Olimpico spagnolo è stato fondato nel 1912, e riconosciuto dal CIO nello stesso anno.

## Medagliere storico

### Medaglie ai Giochi estivi
| Giochi                              | Oro              | Argento          | Bronzo           | Totale           |
| ----------------------------------- | ---------------- | ---------------- | ---------------- | ---------------- |
| 1900 Parigi                         | 1                | 0                | 0                | 1                |
| 1904 St. Louis                      | non partecipante | non partecipante | non partecipante | non partecipante |
| 1908 Londra                         | non partecipante | non partecipante | non partecipante | non partecipante |
| 1912 Stoccolma                      | non partecipante | non partecipante | non partecipante | non partecipante |
| 1920 Anversa                        | 0                | 2                | 0                | 2                |
| 1924 Parigi                         | 0                | 0                | 0                | 0                |
| 1928 Amsterdam                      | 1                | 0                | 0                | 1                |
| 1932 Los Angeles                    | 0                | 0                | 1                | 1                |
| 1936 Berlino                        | non partecipante | non partecipante | non partecipante | non partecipante |
| 1948 Londra                         | 0                | 1                | 0                | 1                |
| 1952 Helsinki                       | 0                | 1                | 0                | 1                |
| 1956 Melbourne                      | 0                | 0                | 0                | 0                |
| 1960 Roma                           | 0                | 0                | 1                | 1                |
| 1964 Tokyo                          | 0                | 0                | 0                | 0                |
| 1968 Città del Messico              | 0                | 0                | 0                | 0                |
| 1972 Monaco                         | 0                | 0                | 1                | 1                |
| 1976 Montreal                       | 0                | 2                | 0                | 2                |
| 1980 Mosca                          | 1                | 3                | 2                | 6                |
| 1984 Los Angeles                    | 1                | 2                | 2                | 5                |
| 1988 Seoul                          | 1                | 1                | 2                | 4                |
| 1992 Barcellona (nazione ospitante) | 13               | 7                | 2                | 22               |
| 1996 Atlanta                        | 5                | 6                | 6                | 17               |
| 2000 Sydney                         | 3                | 3                | 5                | 11               |
| 2004 Atene                          | 3                | 11               | 6                | 20               |
| 2008 Pechino                        | 5                | 11               | 3                | 19               |
| 2012 Londra                         | 4                | 10               | 4                | 18               |
| 2016 Rio de Janeiro                 | 7                | 4                | 6                | 17               |
| 2020 Tokyo                          | 3                | 8                | 6                | 17               |
| Totale                              | 48               | 72               | 47               | 167              |

### Medaglie ai Giochi invernali
| Giochi                      | Oro | Argento | Bronzo | Totale |
| --------------------------- | --- | ------- | ------ | ------ |
| 1936 Garmisch-Partenkirchen | 0   | 0       | 0      | 0      |
| 1948 St. Moritz             | 0   | 0       | 0      | 0      |
| 1952 Oslo                   | 0   | 0       | 0      | 0      |
| 1956 Cortina d'Ampezzo      | 0   | 0       | 0      | 0      |
| 1960 Squaw Valley           | 0   | 0       | 0      | 0      |
| 1964 Innsbruck              | 0   | 0       | 0      | 0      |
| 1968 Grenoble               | 0   | 0       | 0      | 0      |
| 1972 Sapporo                | 1   | 0       | 0      | 1      |
| 1976 Innsbruck              | 0   | 0       | 0      | 0      |
| 1980 Lake Placid            | 0   | 0       | 0      | 0      |
| 1984 Sarajevo               | 0   | 0       | 0      | 0      |
| 1988 Calgary                | 0   | 0       | 0      | 0      |
| 1992 Albertville            | 0   | 0       | 1      | 1      |
| 1994 Lillehammer            | 0   | 0       | 0      | 0      |
| 1998 Nagano                 | 0   | 0       | 0      | 0      |
| 2002 Salt Lake City         | 0   | 0       | 0      | 0      |
| 2006 Torino                 | 0   | 0       | 0      | 0      |
| 2010 Vancouver              | 0   | 0       | 0      | 0      |
| 2014 Sochi                  | 0   | 0       | 0      | 0      |
| 2018 Pyeongchang            | 0   | 0       | 2      | 2      |
| 2022 Pechino                | 0   | 1       | 0      | 1      |
| Totale                      | 1   | 1       | 3      | 5      |

## Medagliere per sport

### Sport estivi
| Sport                | Oro | Argento | Bronzo | Totale |
| -------------------- | --- | ------- | ------ | ------ |
| Vela                 | 13  | 5       | 3      | 21     |
| Canoa/kayak          | 5   | 10      | 4      | 19     |
| Ciclismo             | 5   | 5       | 6      | 16     |
| Atletica leggera     | 3   | 5       | 7      | 15     |
| Ginnastica           | 3   | 4       | 1      | 8      |
| Judo                 | 3   | 1       | 2      | 6      |
| Tennis               | 2   | 7       | 3      | 12     |
| Nuoto                | 2   | 2       | 4      | 8      |
| Taekwondo            | 1   | 4       | 1      | 6      |
| Hockey su prato      | 1   | 3       | 1      | 5      |
| Calcio               | 1   | 3       | 0      | 4      |
| Pallanuoto           | 1   | 3       | 0      | 4      |
| Equitazione          | 1   | 2       | 1      | 4      |
| Tiro                 | 1   | 2       | 1      | 4      |
| Sollevamento pesi    | 1   | 1       | 1      | 3      |
| Badminton            | 1   | 1       | 0      | 2      |
| Karate               | 1   | 1       | 0      | 2      |
| Pelota basca         | 1   | 0       | 0      | 1      |
| Tiro con l'arco      | 1   | 0       | 0      | 1      |
| Arrampicata sportiva | 1   | 0       | 0      | 1      |
| Pallacanestro        | 0   | 4       | 1      | 5      |
| Nuoto sincronizzato  | 0   | 3       | 1      | 4      |
| Pugilato             | 0   | 2       | 2      | 4      |
| Beach volley         | 0   | 1       | 0      | 1      |
| Canottaggio          | 0   | 1       | 0      | 1      |
| Polo                 | 0   | 1       | 0      | 1      |
| Triathlon            | 0   | 1       | 0      | 1      |
| Pallamano            | 0   | 0       | 5      | 5      |
| Scherma              | 0   | 0       | 1      | 1      |
| Lotta                | 0   | 0       | 1      | 1      |
| Tennis               | 0   | 0       | 1      | 1      |
| Totale               | 48  | 72      | 47     | 167    |

### Sport invernali
| Sport                 | Oro | Argento | Bronzo | Totale |
| --------------------- | --- | ------- | ------ | ------ |
| Sci alpino            | 1   | 0       | 1      | 2      |
| Pattinaggio di figura | 0   | 0       | 1      | 1      |
| Snowboard             | 0   | 1       | 1      | 2      |
| Totale*               | 1   | 1       | 3      | 5      |